# Bivacco Minazio
Il bivacco Carlo Minazio è un bivacco sito in comune di Primiero San Martino di Castrozza, presso la val Canali, a 2.294 m di quota. Dispone di 12 posti letto. Si trova lungo il sentiero che dalla valle porta all'altopiano delle Pale di San Martino.

## Caratteristiche e informazioni
Si tratta di una struttura in legno e metallo con l'interno diviso in due zone:
- la zona più prossima all'ingresso è adibita a zona ristoro, con un tavolo, panca, sedie ma assenza di materiale per cucina;
- la seconda zona presenta dodici posti letto in brande a castello divisi in due stanze (da tre e nove posti).

Il rifornimento d'acqua è assicurato da una vicina sorgente (indicazioni all'esterno della struttura) ma con acqua non sempre presente.
Il bivacco è sprovvisto sia di stufa che di camino.

## Accessi
- Da Malga Canali (1302 m), che si trova pochi km dopo passo Cereda sulla destra, per il sentiero CAI 711 in 2.30 ore;
- Dal rifugio Pradidali (2276 m), passando per il passo delle Lede (2695 m) per sentiero CAI 709 e 711 (passaggi di I grado) (Alta via n. 2) in 3 ore.

## Ascensioni
- Cima Canali
- Fradusta

## Traversate
- Alta via n. 2

## Incidente aereo

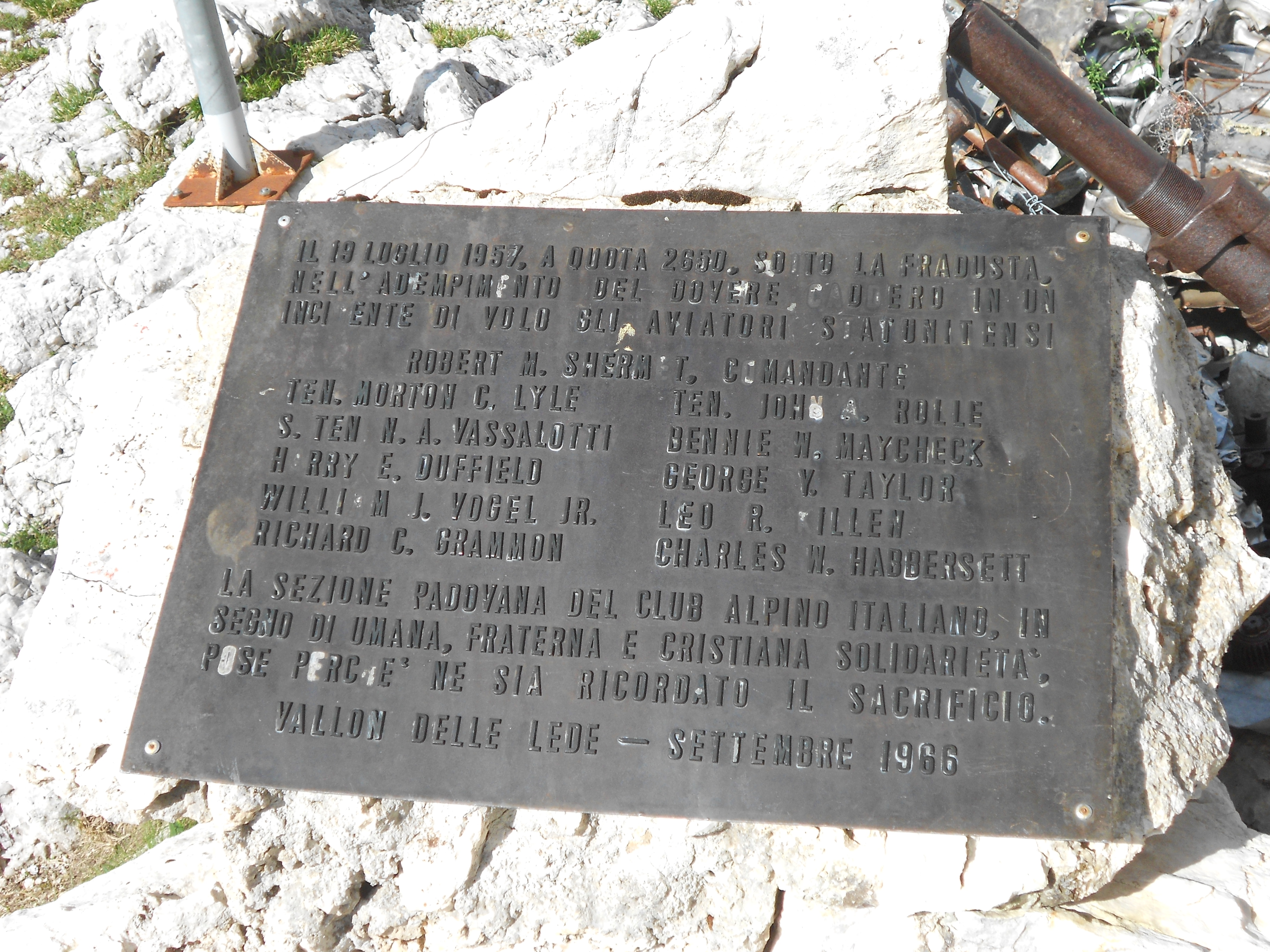
La targa commemorativa al bivacco

Il 19 luglio 1957 sulla Fradusta, cima posta a nord del bivacco, ci fu un grave incidente aereo: un velivolo militare USA si schiantò contro la parete sud e 11 aviatori statunitensi persero la vita. A ricordo dei caduti, nei pressi del bivacco è stata apposta una targa commemorativa sulla quale sono riportati i nomi e i gradi dei militari. Tuttora nella zona a monte del bivacco sono ben visibili i rottami del velivolo precipitato.